# Wanderbiltiana wawasita
Wanderbiltiana wawasita es una especie de insecto coleóptero de la familia Chrysomelidae. Fue descrita en 2004 por Santiago-Blay, Savini, Furth, Craig & Poinar.